# Rainans
Rainans é uma comuna francesa na região administrativa de Borgonha-Franco-Condado, no departamento de Jura. Estende-se por uma área de 3,67 km². Em 2010 a comuna tinha 277 habitantes (densidade: 75,5 hab./km²).